# Milán-San Remo 1958
La Milán-San Remo 1958 fue la 49.ª edición de la Milán-San Remo. La carrera se disputó el 19 de marzo de 1958, siendo el vencedor final el belga Rik van Looy, que se impuso al sprint en la meta de San Remo.

## Clasificación final
| Posición | Ciclista            | Equipo                   | Tiempo     |
| -------- | ------------------- | ------------------------ | ---------- |
| 1        | Rik van Looy        | Faema                    | 6h 41' 09" |
| 2        | Miguel Poblet       | Ignis-Doniselli          | m. t.      |
| 3        | André Darrigade     | Helyett-Potin-Hutchinson | m. t.      |
| 4        | Angelo Conterno     | Carpano                  | m. t.      |
| 5        | Giorgio Albani      | Legnano                  | m. t.      |
| 6        | Alfred de Bruyne    | Carpano                  | m. t.      |
| 7        | Alfons Vandenbrande | Libertas-Dr. Mann        | m. t.      |
| 8        | Pierino Baffi       | Chlorodont               | m. t.      |
| 9        | Gilbert Bauvin      | Saint-Raphael            | m. t.      |
| 10       | 60 ciclistas        | -                        | m. t.      |